# Urho Vaakanainen
Urho Vaakanainen (Joensuu, Finlandia, 1 de enero de 1999) es un jugador profesional finlandés de hockey sobre hielo que se desempeña en la posición de defensor izquierdo en Anaheim Ducks, equipo de la National Hockey League (NHL).

## Carrera
Fue seleccionado en la primera ronda en la NHL Entry Draft de 2017. En 2018 hizo su debut profesional con el equipo Boston Bruins, en el cual jugó cuatro temporadas (2018-2021), después pasó a Anaheim Ducks, donde lleva jugando tres temporadas.